# Daley Thompson
Francis Morgan Thompson, beter bekend als Daley Thompson, CBE (Notting Hill, 30 juli 1958), is een voormalige Engelse tienkamper. Hij nam viermaal deel aan de Olympische Spelen en won gouden medailles op de Spelen van 1980 en 1984. Hij werd daarnaast eenmaal wereldkampioen, tweemaal Europees kampioen en driemaal Gemenebestkampioen op de tienkamp en verbeterde bovendien viermaal het wereldrecord op dit onderdeel.

## Biografie

### Jeugd
Daley Thompson is de tweede zoon van een Brits/Nigeriaanse vader, die een Londens taxibedrijf runde, en een Schotse moeder uit Dundee. Zijn vader verliet zijn gezin toen Daley zes was. Op zijn zevende werd hij door zijn moeder naar een kostschool in Borley, Sussex gestuurd, door hem beschreven als een "een plek voor kinderen met problemen". Op zijn twaalfde werd zijn vader in Streatham doodgeschoten door de echtgenoot van een vrouw die hij kort ervoor had afgezet.
Thompson wilde aanvankelijk professioneel voetballer worden, maar veranderde later van gedachten en koos voor de atletieksport.

### Winnaar vanaf het begin
In eerste instantie trainde Thompson als sprinter, totdat Bob Mortimer, die trainer was bij de Newham & Essex Beagles Athletic Club waarvan Thompson in 1975 lid was geworden, hem overhaalde om de tienkamp te proberen. De eerste de beste tienkampwedstrijd waaraan hij nog in 1975 deelnam, won hij, evenals die welke erop volgde. Het volgende jaar veroverde hij al zijn eerste titel op deze meerkamp en kwam hij uit op de eerste van vier Olympische Spelen waaraan hij deelnam, die van Montreal. Hij werd er achttiende. In 1977 werd hij Europees kampioen bij de U20-junioren en in eigen land kampioen bij het verspringen. Een jaar later veroverde hij zijn eerste van drie titels op de Gemenebestspelen.

### Eerste wereldrecord en olympisch goud
In het olympisch jaar 1980 stelde Thompson al vroeg zijn kandidatuur voor de olympische titel door in mei in Götzis het wereldrecord op de tienkamp te verbeteren tot een totaal van 8622 punten. En ook al was hij dit record na een maand alweer kwijt aan de Duitser Guido Kratschmer, die het verder had verbeterd tot 8649 p, maakte Thompson op de Spelen in Moskou zijn kandidatuur volledig waar en veroverde hij de gouden medaille met 8495 p, 164 punten meer dan zijn naaste concurrent, de Rus Joeri Koetsenko. Kratschmer was in Moskou niet van de partij vanwege de boycot van de Spelen door de Bondsrepubliek Duitsland.

### Tweede en derde wereldrecord plus EK-goud
In 1981 deed Thompson het een jaar rustig aan, om in 1982 in topvorm terug te komen. Opnieuw was het Götzis waar hij zich het wereldrecord op de tienkamp voor de tweede maal toe-eigende met 8704 p. Ook dit record was van korte duur: het werd hem na enkele maanden met 8723 p alweer afgenomen door een andere Duitse meerkamper, Jürgen Hingsen, maar het duurde geen maand, of Thompson had dit 'misverstand' alweer rechtgezet door in Athene op de tienkamp de Europese titel te veroveren met 8743 p, zijn derde wereldrecord. De maand daarop won hij in Brisbane zijn tweede Gemenebest-titel.

### Eerste wereldkampioen tienkamp
Op de allereerste wereldkampioenschappen die werden gehouden, die van 1983 in Helsinki, werd Thompson wereldkampioen tienkamp. Hij werd hiermee de eerste atleet die op enig atletiekonderdeel, naast een continentale titel, tegelijk ook een olympische en een wereldtitel op zijn naam had staan.

### Olympische titel geprolongeerd
In 1984 bereidde Thompson zich gedurende een groot deel van de zomer, voorafgaande aan de Olympische Spelen in Los Angeles, voor op de strijd met Jürgen Hingsen, die hem in 1983 zijn wereldrecord inmiddels opnieuw had afgepakt en dit in mei 1984, in de aanloop naar de Spelen, verder had verbeterd tot 8798 p. En inderdaad ontbrandde de strijd in Los Angeles tussen deze twee tienkampers, waarbij Thompson vanaf het eerste onderdeel, de 110 m horden, aan de leiding ging om die tot aan het laatste onderdeel, de 1500 m, niet meer af te staan. De Brit kwam uiteindelijk uit op 8798 punten, een evenaring van het wereldrecord van Hingsen, die nu als tweede eindigde met 8695 punten. In 1985, toen de nieuwe scoringstabel werd geïntroduceerd, werd het totaal van Thompson opgewaardeerd tot 8847 p en werd hij de enige wereldrecordhouder. Dat bleef hij tot 1992, toen de Amerikaan Dan O'Brien zijn record verbeterde tot 8891 punten.
Thompson is de tweede tienkamper die erin slaagde om zijn olympische titel op deze zware meerkamp te prolongeren. Eerder lukte dit de Amerikaan Bob Mathias (in 1948 en 1952) en nadien diens landgenoot Ashton Eaton (in 2012 en 2016).

### Laatste gouden medailles
In 1986 veroverde Thompson zijn laatste gouden medailles. Eerst werd hij in Edinburgh voor de derde keer kampioen op de Gemenebestspelen, waarna hij een maand later zijn Europese titel prolongeerde.
Daarna was hij over het hoogtepunt van zijn carrière heen. In 1987 leed hij op de WK in Rome zijn eerste nederlaag op de tienkamp sinds negen jaar; hij kwam ditmaal in het stuk niet voor en finishte als negende. Op de Olympische Spelen in Seoel deed hij het een jaar later met een vierde plaats weliswaar relatief een stuk beter, maar met zijn puntentotaal van 8306 kwam hij toch niet meer in de buurt van de totalen die hij in de jaren ’80 tot en met ’86 wist te bereiken.
In de jaren erna begonnen bovendien blessures hem te belemmeren. Begin 1990, bij zijn vierde deelname aan de Gemenebestspelen in Auckland, moest Thompson de strijd vanwege een blessure voortijdig staken. Ten slotte werd hij door een hardnekkige hamstringblessure gedwongen om zijn atletiekloopbaan te beëindigen.
In de jaren erna was Thompson enige tijd actief als voetballer en in de motorsport, werkte hij als fitness trainer voor voetbalclubs en trad hij op als gastspreker voor bedrijven.

### Privé
Thompson heeft drie kinderen uit een eerder huwelijk en twee kinderen uit een latere relatie.

## Titels
- Olympisch kampioen tienkamp - 1980, 1984
- Wereldkampioen tienkamp - 1983
- Europees kampioen tienkamp - 1982, 1986
- Gemenebestkampioen tienkamp - 1978, 1982, 1986
- Brits (AAA-)kampioen verspringen - 1977
- Brits (AAA-)kampioen tienkamp - 1976
- Europees kampioen U20 tienkamp - 1977

## Persoonlijke records
| Onderdeel            | Prestatie          | Datum            | Plaats      |
| -------------------- | ------------------ | ---------------- | ----------- |
| 100 m                | 10,26 s (+2,0 m/s) | 28 augustus 1986 | Stuttgart   |
| 200 m                | 20,88 s (+1,9 m/s) | 18 augustus 1979 | Londen      |
| 400 m                | 46,86 s            | 22 mei 1982      | Götzis      |
| 110 m horden         | 14,04 s (-0,3 m/s) | 28 augustus 1986 | Stuttgart   |
| hoogspringen         | 2,11 m             | 17 mei 1980      | Götzis      |
| polsstokhoogspringen | 5,10 m             | 8 juni 1983      | Toronto     |
| verspringen          | 8,01 m (+0,4 m/s)  | 8 augustus 1984  | Los Angeles |
| tienkamp             | 8811 p             | 28 augustus 1986 | Stuttgart   |

### Wereldrecords
| Onderdeel | Prestatie | Datum            | Plaats      |
| --------- | --------- | ---------------- | ----------- |
| tienkamp  | 8622 p    | 15 mei 1980      | Götzis      |
|           | 8704 p    | 23 mei 1982      | Götzis      |
|           | 8743 p    | 8 september 1982 | Athene      |
|           | 8798 p    | 9 augustus 1984  | Los Angeles |

## Palmares

### 100 m
- 1986:  Britse (AAA-)kamp. - 10,34 s

### 200 m
- 1976:  Britse (AAA-)indoorkamp. - 22,3 s
- 1977:  Britse (AAA-)indoorkamp. - 22,5 s

### 60 m horden
- 1980:  Britse (AAA-)indoorkamp. - 8,06 s

### verspringen
- 1976:  Britse (AAA-)kamp. - 7,28 m
- 1977:  Britse (AAA-)indoorkamp. - 7,23 m
- 1977:  Britse (AAA-)kamp. - 7,52 m

### tienkamp
- 1976:  Britse (AAA-)kamp. - 7684 p
- 1976: 18e OS - 7434 p
- 1977:  EK U20 - 7647 p
- 1978:  Gemenebestspelen - 8467 p
- 1978:  EK - 8258 p
- 1980:  OS - 8495 p
- 1982:  EK - 8743 p
- 1982:  Gemenebestspelen - 8410 p
- 1983:  WK - 8666 p
- 1984:  OS - 8798 p
- 1986:  Gemenebestspelen - 8663 p
- 1986:  EK - 8811 p
- 1987: 9e WK - 8124 p
- 1988: 4e OS - 8306 p
- 1990: DNF Gemenebestspelen

### 4 × 100 m
- 1984: 7e OS - 39,13 s
- 1986:  EK - 38,71 s

### 4 × 400 m
1977:  EK U20 - 3.09,5

## Onderscheidingen
- IAAF Hall of Fame - 2013

1904: Tom Kiely ·
1912: Jim Thorpe ·
1920: Helge Løvland ·
1924: Harold Osborn ·
1928: Paavo Yrjölä ·
1932: James Bausch ·
1936: Glenn Morris ·
1948: Bob Mathias ·
1952: Bob Mathias ·
1956: Milt Campbell ·
1960: Rafer Johnson ·
1964: Willi Holdorf ·
1968: Bill Toomey ·
1972: Nikolaj Avilov ·
1976: Bruce Jenner ·
1980: Daley Thompson ·
1984: Daley Thompson ·
1988: Christian Schenk ·
1992: Robert Změlík ·
1996: Dan O'Brien ·
2000: Erki Nool ·
2004: Roman Šebrle ·
2008: Bryan Clay ·
2012: Ashton Eaton ·
2016: Ashton Eaton ·
2020: Damian Warner ·
2024: Markus Rooth
1983 Daley Thompson ·
1987 Torsten Voss ·
1991 Dan O'Brien ·
1993 Dan O'Brien ·
1995 Dan O'Brien ·
1997 Tomáš Dvořák ·
1999 Tomáš Dvořák ·
2001 Tomáš Dvořák ·
2003 Tom Pappas ·
2005 Bryan Clay ·
2007 Roman Šebrle ·
2009 Trey Hardee ·
2011 Trey Hardee ·
2013 Ashton Eaton ·
2015 Ashton Eaton ·
2017 Kévin Mayer ·
2019 Niklas Kaul ·
2022 Kévin Mayer ·
2023 Pierce LePage
- Biblioteca Nacional de España: XX6531491
- World Athletics: 14355218
- International Standard Name Identifier: 0000 0001 2406 3178
- Library of Congress Control Number: n80120017
- Nationale Bibliotheek van Israël: 987012330211605171
- Nederlandse Thesaurus van Auteursnamen: 151896747
- Virtual International Authority File: 282772448